# Martin Benno Schmidt

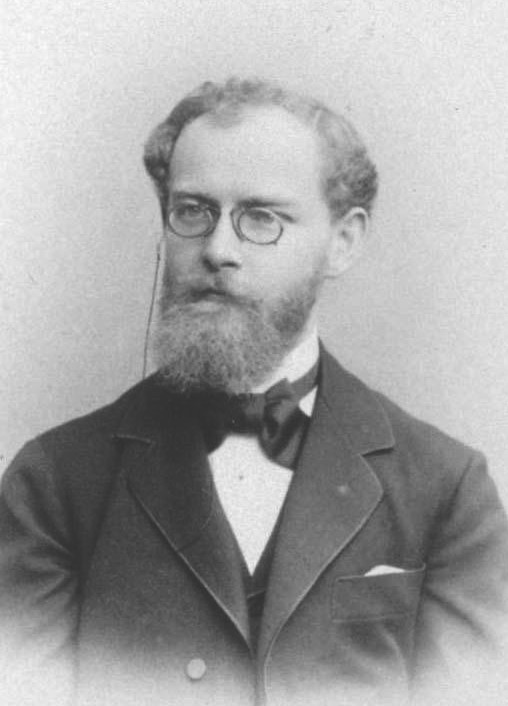
Martin Benno Schmidt, 1900

Martin Benno Schmidt (* 23. August 1863 in Leipzig; † 27. November 1949 in Mittenwald) war ein deutscher Pathologe und Hochschullehrer. 

## Leben
Zum Dr. med. promoviert, war Schmidt 1890–1906 Assistent bei Friedrich Daniel von Recklinghausen an der Kaiser Wilhelms-Universität Straßburg. 1906 wurde er an die neu gegründete Düsseldorfer Akademie für praktische Medizin berufen. Ein Jahr später, am 1. April 1907, ging er an das Pathologische Institut der Universität Zürich. Im Mittelpunkt seiner Forschung standen Rachitis, Osteomalazie, Pyelonephritis und Metastasierung. 1911 wurde er auf den Lehrstuhl für Pathologie der Philipps-Universität Marburg berufen. In gleicher Funktion wechselte er 1913 an die renommierte Julius-Maximilians-Universität Würzburg. Dort blieb er als Geheimer Hofrat bis zu seiner Emeritierung am 31. März 1934. Im Ersten Weltkrieg war er 1916/17 Rektor der Universität. In seiner Rektoratsrede befasste er sich mit der pathogenetischen Bedeutung der Konstitution. Auch nach seiner Emeritierung war er bis 1944 wissenschaftlich aktiv. Schmidt war mit dem Chirurgen Eugen Enderlen und dem Pathologen Ludwig Aschoff befreundet. Im Jahr 1943 erhielt er die Goethe-Medaille für Kunst und Wissenschaft.
Das Schmidt-Syndrom (polyendokrines Autoimmunsyndrom Typ II) wurde von ihm erstmals beschrieben und trägt seinen Namen.
Sein Vater war der Mediziner Benno Schmidt.

## Schriften (Auswahl)
- Die Pyelonephritis in anatomischer und bakteriologischer Beziehung. 1893.
- Über die Pacchionischen Granulationen und ihr Verhältnis zu den Sarcomen und Psammomen der Dura mater. In: Virchows Archiv der pathologischen Anatomie. Band 170, 1902, S. 429 ff.
- Die Bedeutung der Konstitution für die Entstehung von Krankheiten. Festrede zur Feier des 335jährigen Bestehens der kgl. Julius-Maximilians-Universität zu Würzburg, gehalten am 11. Mai 1917. Stürtz, Würzburg 1917.
- Rudolf Virchow in Würzburg. Vortrag, gehalten auf der Tagung der Deutschen Gesellschaft für Geschichte der Medizin in Kissingen am 16. September 1921. In: Verhandlungen der Physikalisch-Medizinischen Gesellschaft zu Würzburg. Neue Folge, Band 46, 1921, S. 92–101; auch in: Münchner Medizinische Wochenschrift. Band 68, 1921, S. 1539.
- Der Einfluss eisenarmer und eisenreicher Nahrung auf Blut und Körper. G. Fischer, Jena 1928.